# Adam Sebastian Helcelet
Adam Sebastian Helcelet (* 27. října 1991 Turnov) je český atletický vícebojař.
S atletikou začínal v Turnově, dnes závodí za PSK Olymp Praha. Trénuje ve skupině atletů vedené bývalým atletickým vícebojařem Josefem Karasem.
Helcelet je pokračovatelem české tradice atletického víceboje, ve které se objevily osobnosti jako Robert Změlík, Tomáš Dvořák a Roman Šebrle. Jeho osobním rekordem v desetiboji je součet 8291 bodů, v halovém sedmiboji 6188 bodů. Výkonem 6095 bodů z Halového mistrovství Evropy 2013 drží národní rekord v sedmiboji v kategorii do 22 let.

## Osobní rekordy
|                | Místo  | Datum       |                        | 100 m                         | dálka                       | koule                        | výška                        | 400 m                       | 110 m přek.                 | disk                           | tyč                          | oštěp                        | 1500 m                               | Součet bodů |
| -------------- | ------ | ----------- | ---------------------- | ----------------------------- | --------------------------- | ---------------------------- | ---------------------------- | --------------------------- | --------------------------- | ------------------------------ | ---------------------------- | ---------------------------- | ------------------------------------ | ----------- |
| Desetiboj      | Rio    | 18.8.2016   | výkon body             | 11,06 s                       | 735 cm                      | 15,11 m                      | 204 cm 840                   | 49,51 s                     | 14,37 s                     | 44,13 m                        | 470 cm                       | 68,20 m                      | 4:34,41                              | 8 291       |
| osobní rekordy | stav k | 12. 8. 2017 | výkon body datum místo | 10,81 s 903 14.7.2011 Ostrava | 748 cm 930 16.6.2012 Vyškov | 15,30 m 808 28.8.2015 Peking | 207 cm 868 15.8.2012 Talence | 48,66 s 877 28.5.2011 Praha | 14,18 s 951 19.5.2012 Praha | 47,12 m 811 7.7.2016 Amsterdam | 500 cm 910 12.7.2013 Tampere | 71,56 m 913 12.8.2017 Londýn | 4:34,42 716 18.8.2016 Rio de Janeiro | 8 600       |

|                | Místo  | Datum     | výkon body | 60 m       | dálka      | koule       | výška      | 60 m přek. | tyč        | 1000 m      | Součet bodů |
| -------------- | ------ | --------- | ---------- | ---------- | ---------- | ----------- | ---------- | ---------- | ---------- | ----------- | ----------- |
| Sedmiboj       | Praha  | 8.2.2015  | výkon body | 6,98 s 889 | 760 cm 960 | 14,97 m 788 | 206 cm 859 | 7,99 s 984 | 490 cm 880 | 2:46,33 804 | 6 164       |
| osobní rekordy | stav k | 24.4.2016 | výkon body | 6,98 s 889 | 760 cm 960 | 15,14 s 798 | 206 cm 859 | 7,95 s 994 | 500 cm 910 | 2:42:26 848 | 6 258       |

## Výsledky na atletických mistrovstvích

### Mistrovství světa – desetiboj
|             |            | 100 m       | dálka      | koule       | výška      | 400 m       | 110 m přek. | disk        | tyč        | oštěp       | 1500 m      | Součet celkem | Pořadí    |
| ----------- | ---------- | ----------- | ---------- | ----------- | ---------- | ----------- | ----------- | ----------- | ---------- | ----------- | ----------- | ------------- | --------- |
| Peking 2015 | výkon body | 11,09 s 841 | 729 cm 883 | 15,30 m 808 | 204 cm 840 | 49,66 s 830 | 14,20 s 949 | 42,90 m 724 | 490 cm 880 | 63,07 m 784 | 4:37,65 695 | 8 234 bodů    | 11. místo |
| Londýn 2017 | výkon body | 11,28 s 799 | 703 cm 821 | 14,57 m 763 | 202 cm 822 | 49,51 s 837 | 14,38 s 926 | 44,71 m 761 | 490 cm 880 | 71,56 m 913 | 4:36,85 700 | 8 222 bodů    | 8. místo  |

### Mistrovství Evropy – desetiboj
|                |            | 100 m       | dálka      | koule       | výška      | 400 m       | 110 m přek. | disk        | tyč        | oštěp       | 1500 m      | Součet celkem | Pořadí    |
| -------------- | ---------- | ----------- | ---------- | ----------- | ---------- | ----------- | ----------- | ----------- | ---------- | ----------- | ----------- | ------------- | --------- |
| Helsinky 2012  | výkon body | 10,96 s 870 | 730 cm 886 | 13,99 m 728 | 203 cm 831 | 49,98 s 816 | 14,24 s 944 | 39,12 m 647 | 480 cm 849 | 61,66 m 763 | 4:42,55 664 | 7 998         | 8. místo  |
| Curych 2014    | výkon body | 11,12 s 834 | 734 cm 896 | 14,90 m 784 | 198 cm 785 | 50,07 s 811 | 14,39 s 925 | 39,75 m 659 | 460 cm 790 | 65,32 m 818 | 4:44,33 653 | 7 955         | 11. místo |
| Amsterdam 2016 | výkon body | 11,07 s 845 | 707 cm 830 | 14,94 m 786 | 195 cm 758 | 50,36 s 798 | 14,49 s 912 | 47,12 m 811 | 490 cm 880 | 67,24 m 847 | 4:38,39 690 | 8 157         | 2. místo  |

### Halové mistrovství světa – sedmiboj
|               |            | 60 m       | dálka      | koule       | výška      | 60 m přek. | tyč        | 1000 m      | Součet bodů | Pořadí   |
| ------------- | ---------- | ---------- | ---------- | ----------- | ---------- | ---------- | ---------- | ----------- | ----------- | -------- |
| Istanbul 2012 | výkon body | 7,19 s 816 | 724 cm 871 | 14,04 s 731 | 206 cm 859 | 8,16 s 942 | 470 cm 819 | 2:43:05 840 | 5878        | 5. místo |
| Portland 2016 | výkon body | 7,05 s 865 | 719 cm 859 | 14,96 s 787 | 202 cm 822 | 8,04 s 972 | 490 cm 880 | 2:45:06 818 | 6003        | 5. místo |

### Halové mistrovství Evropy – sedmiboj
|               | 60 m   | dálka  | koule    | výška  | 60 m přek. | tyč    | 1000 m  | Součet bodů | Pořadí   |
| ------------- | ------ | ------ | -------- | ------ | ---------- | ------ | ------- | ----------- | -------- |
| Göteborg 2013 | 7,07 s | 749 cm | 14,48 m  | 202 cm | 8,06 s     | 500 cm | 2:42,26 | 6 095       | 4. místo |
| Praha 2015    | 7,03 s | 738 cm | 14,438 m | 201 cm | 7,95 s     | 490 cm | 2:45,66 | 6 031       | 5. místo |
| Bělehrad 2017 | 7,06 s | 741 cm | 15,25 m  | 201 cm | 7,97 s     |        |         | 6 110       | 3. místo |

### Juniorská mistrovství – desetiboj
|                   | 100 m   | dálka  | koule   | výška  | 400 m   | 110 m přek. | disk    | tyč    | oštěp   | 1500 m  | Součet bodů | Pořadí     |
| ----------------- | ------- | ------ | ------- | ------ | ------- | ----------- | ------- | ------ | ------- | ------- | ----------- | ---------- |
| MEJ Novi Sad 2009 | 11,43 s | 687 cm | 14,73 m | 192 cm | 50,13 s | 14,46 s     | 38,80 m | 420 cm | 49,65 m | 4:51,21 | 7 286       | 8. místo   |
| MSJ Moncton 2010  | 10,96 s | 693 cm | 13,75 m | –      | –       | –           | –       | –      | –       | –       | –           | nedokončil |
| ME23 Ostrava 2011 | 10,81 s | 728 cm | 13,85 m | 204 cm | 48,82 s | 14,35 s     | 37,77 m | 460 cm | 61,21 m | 4:43,55 | 7 966       | 4. místo   |
| ME23 Tampere 2013 | 11,10 s | 736 cm | 14,45 m | 204 cm | 49,22 s | 14,38 s     | 43,03 m | 500 cm | 64,89 m | 4:37,93 | 8 252       | 3. místo   |

## Vícebojařské mítinky
| Místo / rok | 2009            | 2010            | 2011 | 2012      | 2013     | 2014     | 2015 | 2016      |
| ----------- | --------------- | --------------- | ---- | --------- | -------- | -------- | ---- | --------- |
| Kladno      | 7 314 4. junior | 7 588 1. junior | –    | 8 044 4.  | –        | 7 989 2. | –    | –         |
| Götzis      | –               | –               | –    | 6 415 17. | 8 075 4. | 8 001 9. | –    | 8 050 11. |

## Osobní život
Původní příjmení jeho západoněmeckých předků bylo Hölzlet.  Genealogie rodiny, pocházející ze Švýcarska, je sledovatelná od 17. století. Navazuje na moravskou linii od 19. století z níž pocházel Jan Helcelet – lékař, vysokoškolský profesor, národní buditel, politik, který byl také zakladatel brněnského Sokola (1862). Je obyvatelem obce Olešnice v Českém ráji, kde od narození žije.
Dne 11. listopadu 2017 se na vyhlášení nejlepšího Atleta roku 2017 zasnoubil s čtvrtkařkou Denisou Rosolovou. Ta o týden později oznámila ukončení profesionální kariéry z důvodu těhotenství. 17. května 2018 se mu narodila dcera Evelin Helceletová. O necelé čtyři roky později se mu dne 14. září 2021 narodila dcera Anastasie Helceletová.